# Fraunces Tavern Block
El Fraunces Tavern Block  es un distrito histórico ubicado en Nueva York, Nueva York. El Fraunces Tavern Block se encuentra inscrito como un Distrito Histórico en el Registro Nacional de Lugares Históricos desde el 28 de abril de 1977.

## Ubicación
El Fraunces Tavern Block se encuentra dentro del condado de Nueva York en las coordenadas 40°42′12″N 74°00′41″O / 40.703333, -74.011389.